# Vidago
Vidago ist ein Ort und eine ehemalige Gemeinde (Freguesia) im portugiesischen Kreis Chaves. Die Gemeinde hatte 1204 Einwohner (Stand 30. Juni 2011).

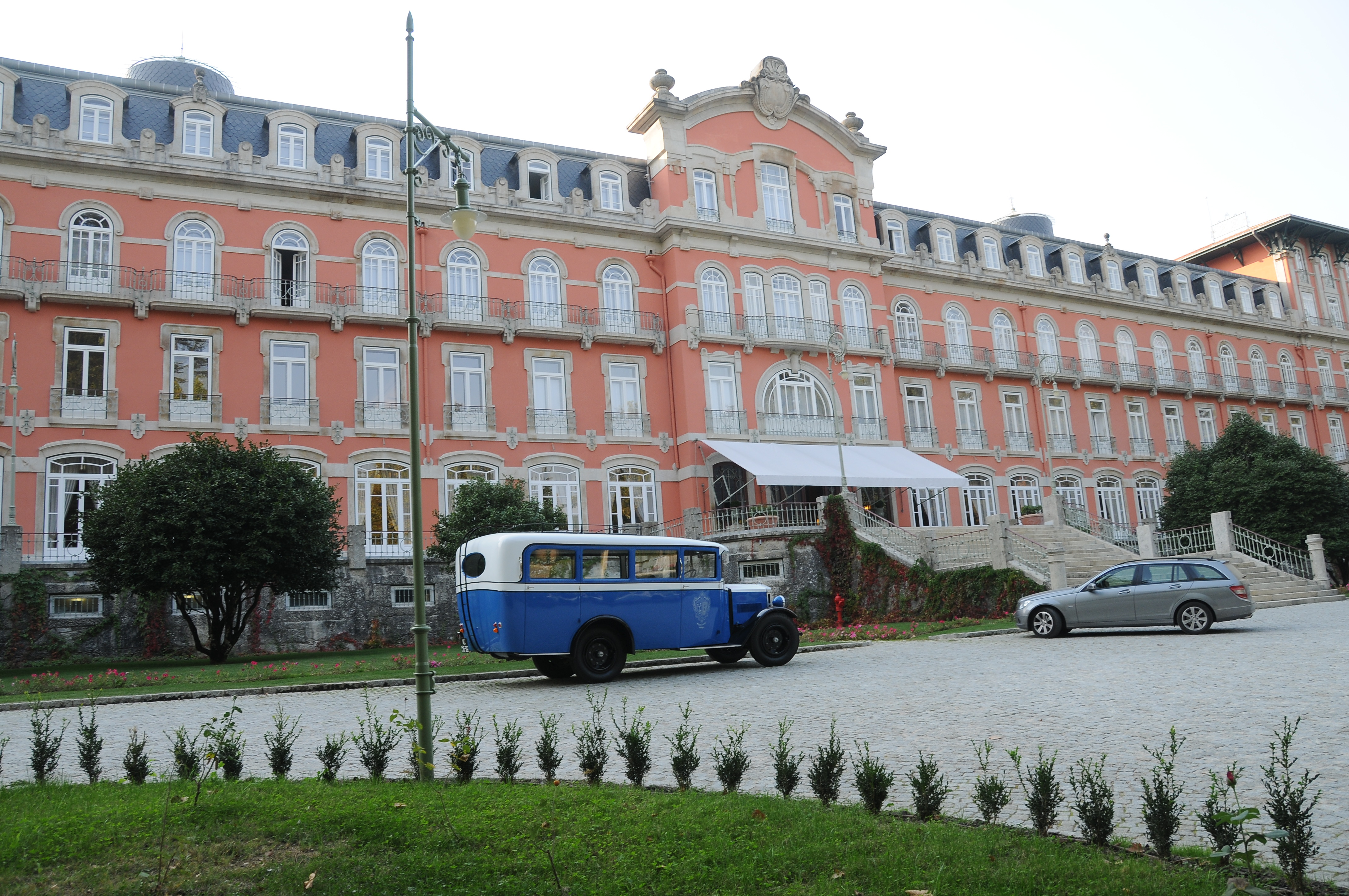
Das Palace Hotel Vidago

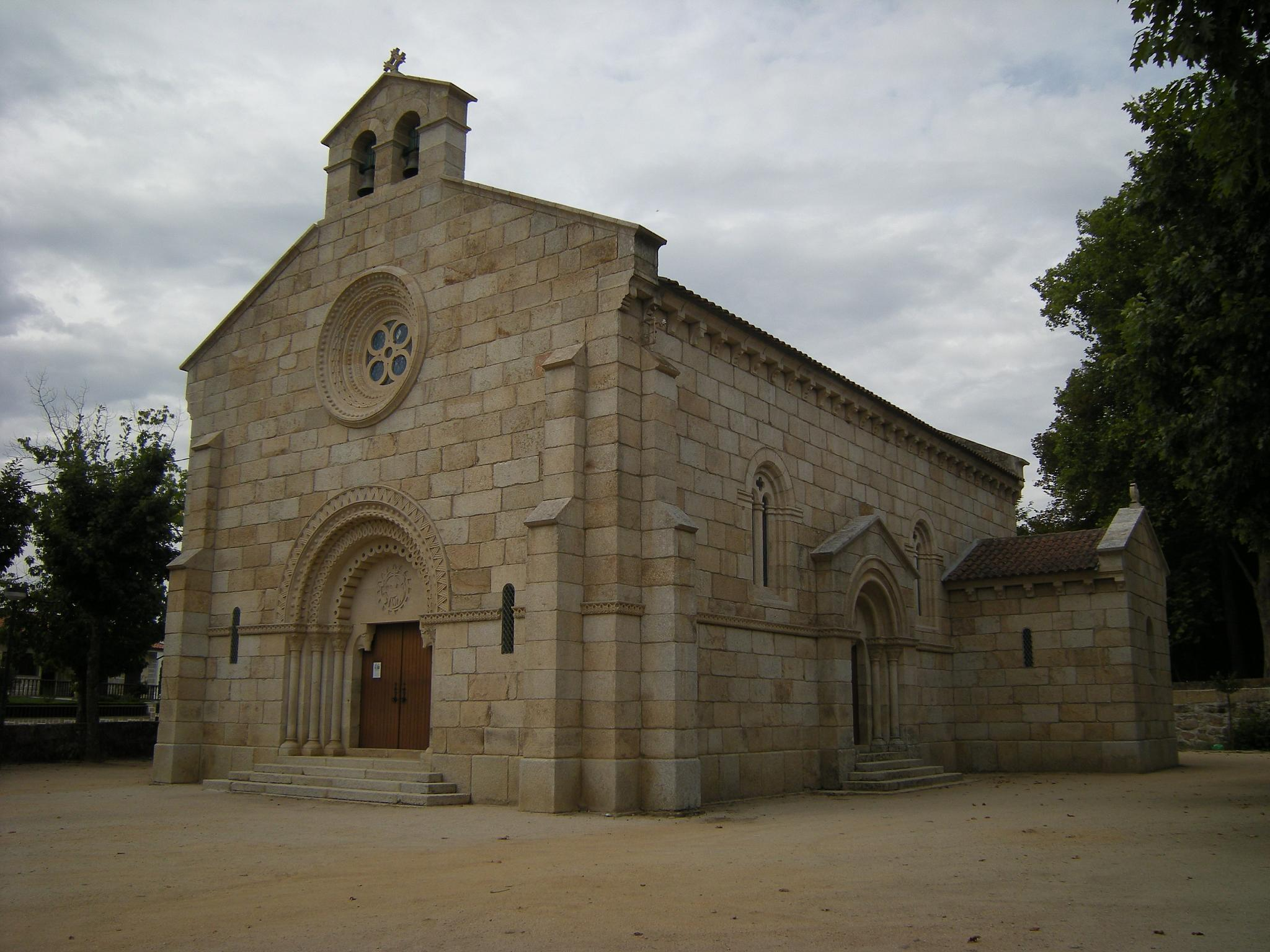
Frontseite der Kirche Igreja de Nossa Senhora da Conceição

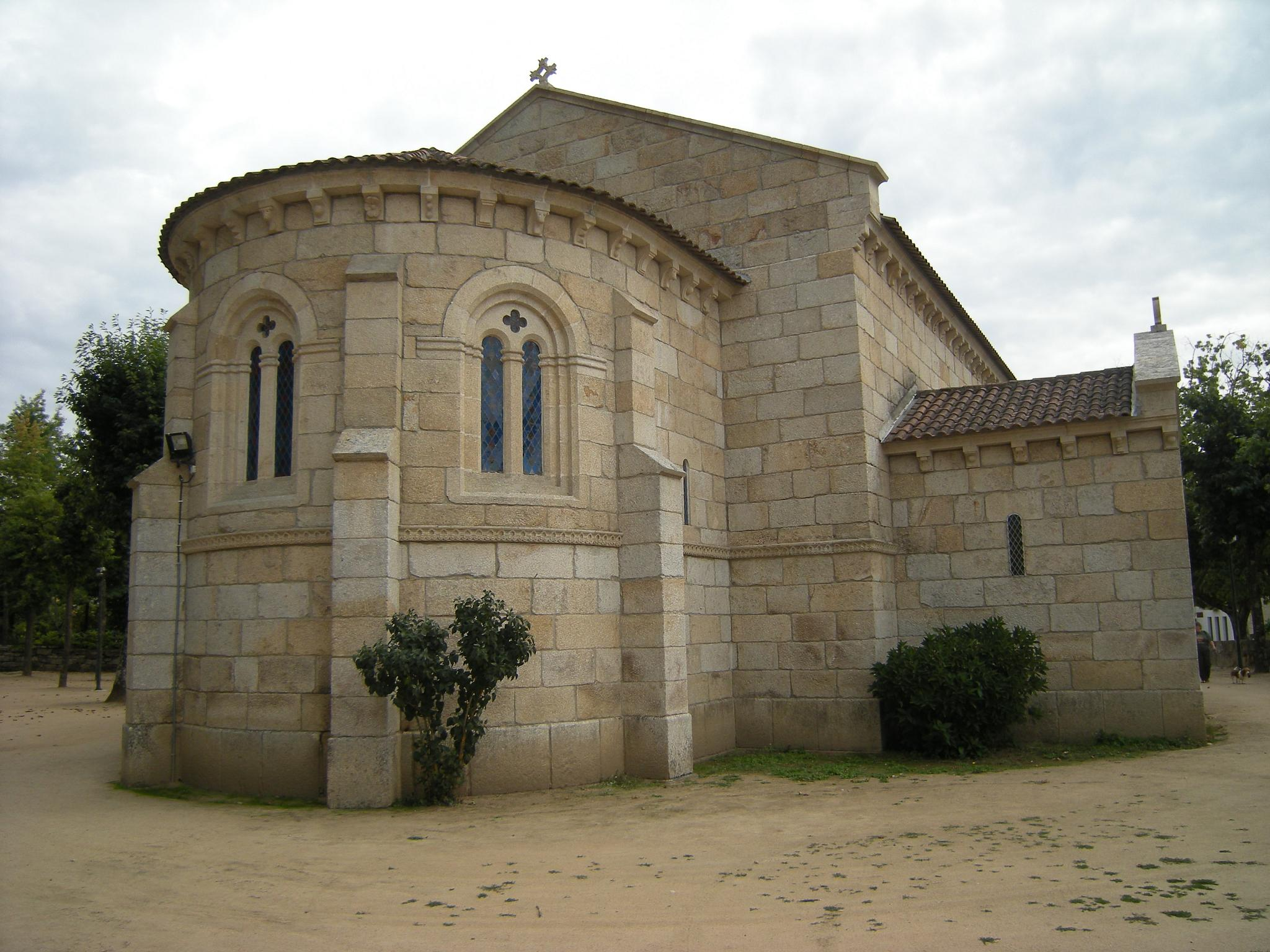
Rückseite der Kirche

Am 29. September 2013 wurden die Gemeinden Vidago, Arcossó, Selhariz und Vilarinho das Paranheiras zur neuen Gemeinde Vidago (União das Freguesias de Vidago, Arcossó, Selhariz e Vilarinho das Paranheiras) zusammengeschlossen. Vidago ist Sitz dieser neu gebildeten Gemeinde.

## Geografie
Vidago liegt in der nordportugiesischen Region Alto Trás-os-Montes, 15 km südwestlich der Kreisstadt Chaves, und 45 km nördlich der Distrikthauptstadt Vila Real.

## Geschichte
Der Ort war vermutlich bereits von Keltiberern bewohnt, und vermutlich bereits den Römern als Heilquelle bekannt. Der heutige Ort entstand vor seiner ersten Erwähnung als unbedeutendes Dorf im 12. Jahrhundert. 1863 wurden seine Heilquellen neu entdeckt. Die Zusammensetzung seines Natriumhydrogencarbonat-Wassers übertrifft noch das von Vichy. In der Folge erlebte Vidago einen relativen Aufschwung als Kurort, der 1878 die Eröffnung des Grande Hotel de Vidago, und 1910 einen Anschluss an die 1876 eröffnete Bahnlinie Linha do Corgo als wichtige Etappen aufwies.
Vidago wurde 1925 eigenständig, durch Abtrennung aus der Gemeinde von Arcossó, und etwas später zur Vila (Kleinstadt) erhoben.

## Kultur, Sport und Sehenswürdigkeiten
Eine Reihe Sakralbauten und öffentlicher Bauwerke stehen im Ort unter Denkmalschutz, darunter das Herrenhaus Solar dos Machados, der 1910 errichtete Bahnhof des Ortes, und die neogotische Kirche Igreja de Nossa Senhora da Conceição.
Im späten 19. Jahrhundert wurde Vidago Kurort und seither hat der Fremdenverkehr große Bedeutung. So ist, neben der 1910 eröffneten, heute denkmalgeschützten Hotelanlage des Palace Hotels, der Golfclub Clube de Golfe de Vidago hier ansässig, der auch selbst Turniere veranstaltet. Auch für seine Heilquellen ist der Kurort bekannt, zudem wird hiesiges Mineralwasser von der Firma Unicer landesweit vertrieben. Das Thermalbad von Vidago ist heute Teil des Palace Hotels.
Im Ort ist u. a. eine Freiwillige Feuerwehr, der vielseitig aktive Kulturverein Casa de Cultura de Vidago, und der 1926 gegründete Fußballklub Vidago Futebol Clube ansässig.

## Verkehr
Der Ort liegt mit eigener Ausfahrt an der Autobahn A24. Seit der Aussetzung der Eisenbahnlinie Linha do Corgo im März 2009 hat Vidago keinen Eisenbahnanschluss mehr.